# Hisaoki Kamei

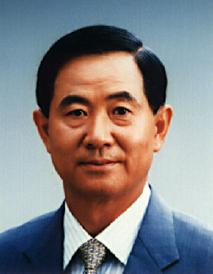
Hisaoki Kamei

Hisaoki Kamei (jap. 亀井 久興, Kamei Hisaoki; * 8. November 1939 in Shibuya, Präfektur Tokio; gemeldet in Tsuwano, Präfektur Shimane) ist ein japanischer Politiker. Er war bis 2009 Abgeordneter des Shūgiin und Generalsekretär der Neuen Volkspartei.
Nach seinem Studium der Politikwissenschaft an der Gakushūin wurde Kamei 1962 Mitarbeiter bei Nippon Yūsen. Ein Jahr später wurde er Sekretär des Shūgiin-Abgeordneten Matsuda Takechiyo. Ab 1967 arbeitete er für Yoshida Kōgyō, wo er 1969 Vorstand wurde.
1974 errang Kamei als Kandidat der Liberaldemokratischen Partei (LDP) ein Mandat im Sangiin und wurde 1980 für eine zweite Amtszeit wiedergewählt. 1978 wurde erstmals Staatssekretär im Postministerium, 1982 im Ausschuss für internationalen Handel und Industrie erstmals Ausschussvorsitzender.
Bei der Shūgiin-Wahl 1990 wurde Kamei im Wahlkreis Shimane erstmals ins Shūgiin gewählt und seither fünfmal wiedergewählt, nach der Wahlkreisreform von 1994 im 3. Wahlkreis Shimane. In der Partei gehörte Kamei zunächst zum Kōchikai, 1999 gehörte er zu den Gründern des Taiyūkai von Yōhei Kōno. Von 1997 bis 1998 war Kamei als Leiter der Behörde für Staatsland Minister im 2. Kabinett von Ryūtarō Hashimoto.
2002 wurde die Zahl der Wahlkreise in Shimane auf zwei reduziert, das innerparteiliche Rennen um die Kandidatur im 2. Wahlkreis Shimane verlor Kamei gegen Wataru Takeshita, den Bruder von Ex-Premier Takeshita Noboru. 2003 wurde er über den Verhältniswahlblock Chūgoku wiedergewählt. Vor der Shūgiin-Wahl 2005 verließ Kamei als Gegner der von Premierminister Koizumi geplanten Postprivatisierung die LDP und wurde Mitgründer und Generalsekretär der Neuen Volkspartei. Koizumis Politik bezeichnete er als „autoritär“. Kamei kandidierte im 2. Wahlkreis gegen Takeshita, erhielt aber nur den zweithöchsten Stimmenanteil und wurde erneut nur über die Verhältniswahlliste wiedergewählt.
2009 verlor Kamei ebenso wie der Parteivorsitzende Tamisuke Watanuki seinen Sitz im Shūgiin. Sein Nachfolger als Generalsekretär der Neuen Volkspartei wurde Shōzaburō Jimi.
Kamei ist der 3. Sohn von Graf Kamei Koretate, ein Nachfahre des Daimyō Kamei Korenori. Sein Großvater mütterlicherseits war der Schriftsteller und Abgeordnete des Kizokuin Graf Arima Yorichika. Seine älteste Tochter ist die Sangiin-Abgeordnete Akiko Kamei (Neue Volkspartei).